# Герберт, Сидней, 16-й граф Пембрук
Сидней Герберт, 16-й граф Пембрук, 13-й граф Монтгомери (англ. Sidney Herbert, 16th Earl of Pembroke, 13th Earl of Montgomery; 9 января 1906 — 16 марта 1969) — британский пэр.

## Происхождение и образование
Родился 9 января 1906 года. Старший сын Реджинальда Герберта, 15-го графа Пембрука (1880—1960), и Беатрисы Элеоноры Пэджет (1883—1973), дочери лорда Александра Виктора Пэджета и достопочтенной Эстер Элис Стэплтон-Коттон . Его предок, 11-й граф Пембрук, женился на графине Екатерине Воронцовой, дочери российского посла в Великобритании.
Он получил образование в Итонском колледже и в Пембрук-колледже Оксфордского университета.

## Карьера
Конюший герцога Кентского в 1935—1942 годах. Во время Второй мировой войны он служил в Королевской артиллерии. Он был контролером и личным секретарем герцогини Кентской в 1942-1948 годах.
Попечитель Национальной галереи в 1942—1949 и 1953—1960 годах, попечитель Национальной портретной галереи в 1944—1958 годах, член Комиссии по историческим рукописям в 1941—1958 годах. Президент Фонда исторических церквей. Мировой судья в 1954 году. Лорд-лейтенант Уилтшира в 1954—1969 годах и олдермен Совета графства Уилтшир в 1954—1967 годах.
13 января 1960 года после смерти своего отца Сидней Герберт унаследовал титулы 13-го графа Пембрука (Пэрство Англии), 13-го графа Монтгомери (Пэрство Англии), 16-го барона Герберта из Кардиффа в графстве Гламорган (Пэрство Англии), 5-го барона Герберта из Ли в графстве Уилтшир (Пэрство Соединённого королевства) и 13-го барона Герберта из Шерленда на острове Шеппи в графстве Кент (Пэрство Англии), став членом Палаты лордов Великобритании.
Лорд Пембрук скончался 16 марта 1969 года в возрасте 63 лет. Ему наследовал его единственный сын Генри.

## Семья
27 июля 1936 года лорд Герберт женился на леди Мэри Доротее Хоуп (1903 — 16 января 1995), младшей дочери Джона Хоупа, 1-го маркиза Линлитгоу, и достопочтенной Херси Элис Ивлей-де-Молейнс. У супругов было двое детей:
- Леди Диана Мэри Герберт (19 апреля 1937 — 24 ноября 2008)
- Генри Джордж Чарльз Герберт, 17-й граф Пембрук (19 мая 1939 — 7 октября 2003).